# Hraň
Hraň est un village de Slovaquie situé dans la région de Košice.

## Histoire
Première mention écrite du village en 1360.
La localité fut annexée par la Hongrie après le premier arbitrage de Vienne le 2 novembre 1938. En 1938, on comptait 1326 habitants dont 48 d'origines juives. Elle faisait partie du district de Sátoraljaújhely (hongrois : Sátoraljaújhelyi járás). Le nom de la localité avant la Seconde Guerre mondiale était Garaň. Durant la période 1938 -1945, le nom hongrois Garany était d'usage. À la libération, la commune a été réintégrée dans la Tchécoslovaquie reconstituée.

## Démographie

### Évolution de la population
| Année:               | 1994. | 2004.   | 2014.   | 2024.   |
| -------------------- | ----- | ------- | ------- | ------- |
| Nombre de personnes: | 1436  | 1566    | 1617    | 1528    |
| Différence:          |       | +9,05 % | +3,25 % | -5,50 % |

| Année:               | 2023. | 2024.   |
| -------------------- | ----- | ------- |
| Nombre de personnes: | 1551  | 1528    |
| Différence:          |       | -1,48 % |